# Heinrich Holtzinger

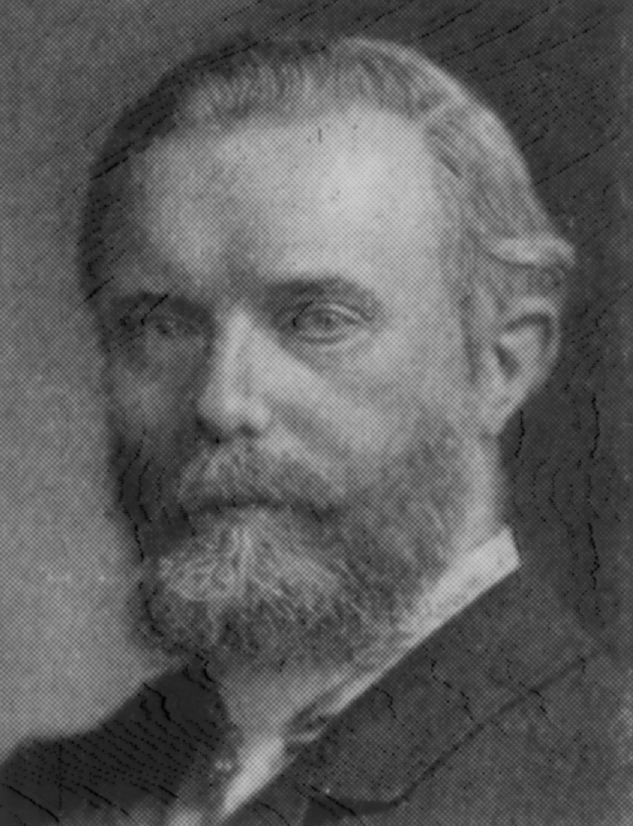
Heinrich Holtzinger

Carl Heinrich Sophus Georg Holtzinger (* 15. August 1856 in Oldenburg (Oldenburg); † 5. April 1940 ebenda) war ein deutscher Kunsthistoriker. 

## Leben
Holtzinger besuchte das Gymnasium seiner Heimatstadt Oldenburg und studierte von 1875 bis 1879 an den Universitäten Bonn, Leipzig und Tübingen. Am 31. Januar 1879 promovierte er in Tübingen zum Dr. phil. 1879 bis 1880 war er am Deutschen Archäologischen Institut in Rom und Athen und unternahm Studienreisen durch Italien, Griechenland und Tunesien. Am 20. August 1883 trat er eine Stelle als Privatdozent mit mittelalterliche und neuere Kunstgeschichte an der Universität Tübingen an, wo er am 15. Juli 1889 zum außerordentlichen Professor ernannt wurde. Am 1. Oktober 1891 wurde er ordentliche Professor der Kunstgeschichte an der Technischen Hochschule in Hannover. Aus gesundheitlichen Gründen seit November 1906 beurlaubt, wurde er am 1. Oktober 1907 in den Ruhestand versetzt, den er als Gutsbesitzer in Tenever bei Hemelingen und ab 1927 in Oldenburg verbrachte.